# Маймунски салеп
Маймунски салеп (Orchis simia) е многогодишно растение от семейство Орхидеи.

## Описание
Тревисто растение с яйцевидни грудки и височина на стъблото 25 – 45 см.
Приосновните листа са яйцевидни или яйцевидно-ланцетни. Съцветието – сбито, яйцевидно, многоцветно. Околоцветните листчета са белезникави, фино виолетово напетнени, събрани в шлем. Устната е дълга 10 – 20 см, дълбоко триделна, розово-пурпурна с пурпурни точки. Шпората е дълга 4 – 8 мм, белезникава, цилиндрична, насочена надолу.
В България не е защитен вид, но е включен в приложение на Закона за лечебните растения.